# 2018 AG37
2018 AG37 (batejat FarFarOut) és un Objecte transneptunià llunyà que va ser descoberta una distància de 132.2 ± 1.5 AU (19.78 ± 0.22 milers de milions de kilòmetres) del Sol, més llunyà que qualsevol altre objecte conegut observat del Sistema Solar. Vist al gener de 2018 durant la cerca de l'hipotètic novè planeta, la confirmació d'aquest objecte va ser anunciada en una nota de premsa al febrer 2021 pels astrònoms Scott Sheppard, David Tholen, i Chad Trujillo. L'objecte va ser batejat "FarFarOut" ("molt molt llunyà") per emfasitzar la seva distància del Sol.

## Distància
Amb una magnitud aparent molt dèbil de +25.3, només el poden observar els telescopis més grans del món. Estant tant llunyà del Sol, 2018 AG37 es mou molt lentament davant les estrelles de fons i només ha estat observat 9 cops en 2 anys. Requereix un arc d'observació de diversos anys per refinar les incerteses del seu període orbitari proper als 1000 anys i determinar a quina part de la seva òrbita es troba: si està a la part propera al Sol o a la distància més llunyana del Sol. Amb les dades del 2021 la solució del sistema d'efemèrides del JPL calcula que l'afeli serà al voltant de l'any 2158.
Inicialment es va calcular que l'objecte es trobava aproximadament a unes 140 AU (21 mil milions de km) del Sol, però aquesta estimació era incerta a causa de l'observació inicial molt curta. A 2021, és el l'objecte més llunyà del Sistema Solar mai observat. Quan va ser anunciat el febrer de 2021, 2018 AG37 tenia una observació arc de dos anys. Basat en això, la distància era de 132.2 ± 1.5 AU (19.78 ± 0.22 milers de milions de kilòmetres) del Sol al moment de la seva descoberta el 15 de gener de 2018.
Es coneixen prop de cent objectes transneptunians amb distàncies a l'afeli que els porten més lluny del Sol que 2018 AG37.